# Pinky and the Brain
Pinky and the Brain (no Brasil, Pinky e o Cérebro e em Portugal, Pinky e o Brain), são personagens de uma série americana animada de televisão. Originalmente incluídos em segmentos de Animaniacs antes de ganhar série própria, são dois ratos brancos típicos de laboratório que utilizam os Laboratórios Acme como base para seus planos mirabolantes para dominar o mundo.
Cada episódio é caracterizado (tanto no início quanto no final) pela famosa tirada onde Pinky pergunta: "Cérebro, o que você quer fazer esta noite?", e em Portugal: "Ei, Brain, o que vamos fazer esta noite?". E Cérebro responde (no Brasil): "A mesma coisa que fazemos todas as noites, Pinky... Tentar conquistar o mundo!". E em Portugal: "O mesmo de todas as noites Pinky... Tentar conquistar o mundo!".
O criador Tom Ruegger disse que os personagens são inspirados em dois produtores de Tiny Toon Adventures, Eddie Fitzgerald e Tom Minton.
Após o fim da série os personagens voltaram entre 1998 e 1999 em Pinky, Elmyra & the Brain, onde os ratos eram adotados pela personagem de Tiny Toon Felícia.

## Personagens

### Pinky
Um dos dois protagonistas, é um rato branco alto, magricelo, com escleróticas azuis e dois dentes tortos saltando fora da boca. É completamente infantil, abobalhado e beira os limites da idiotice, e geralmente acaba fazendo alguma coisa que irrita Cérebro, seja estragando seus planos mirabolantes ou acabando com sua paciência. Ele considera Cérebro seu melhor amigo, embora este viva se aborrecendo com sua baixa inteligência. São raríssimos os momentos em que Pinky demonstra inteligência, faz algo correto ou não enfurece Cérebro. Voz: Rob Paulsen (original), Alexandre Moreno (Brasil), Paulo B. (Portugal).

### Cérebro (Brain)
O outro protagonista do desenho é outro rato branco, baixote e atarracado, com escleróticas rosadas e uma cabeça enorme evidenciando um cérebro do mesmo tamanho. Inteligentíssimo, carrancudo e ambicioso, ele gasta suas noites traçando planos meticulosos para tentar - sempre em vão - conquistar o mundo. Tais planos são usualmente estragados por fatores externos e inusitados ou - o mais frequente - pelas idiotices de Pinky. Nos raros momentos em que demonstra qualquer afeto ou deixa suas ambições de lado, Cérebro valoriza ao máximo sua amizade e estima por Pinky. Tem aparência e voz similares às de Orson Welles. Voz: Maurice LaMarche (original), Hercules Franco (Brasil), Luís Lucas (Portugal).

### Bola de Neve (Snowball)
O principal inimigo - e rival - de Pinky e Cérebro é um hamster amarelo de nariz vermelho que possui os mesmos traços psicológicos de Cérebro: cabeçudo, inteligente e desejoso de conquistar o mundo e jurar vingança contra Cérebro. Porém é cruel, sádico e se utiliza de métodos vis como lavagem cerebral, chantagem, corrupção, desvios de conduta e outros do mesmo tipo. Voz: Roddy McDowall (original), Renato Rosenberg, Júlio Chaves e Mauro Ramos (Brasil).